# Liste der Nummer-eins-Country-Alben in den USA (1983)
Dies ist eine Liste der Nummer-eins-Alben in den von Billboard ermittelten Verkaufscharts für Country-Alben in den USA im Jahr 1983. In diesem Jahr gab es vier Nummer-eins-Alben.

| ← 1982 ← | Liste der Nummer-eins-Country-Alben in den USA | Liste der Nummer-eins-Country-Alben in den USA | Liste der Nummer-eins-Country-Alben in den USA | 1984 →                    |
| \| Zeitraum \| Wo. ges. \| Interpret \| Titel \| Zusätzliche Informationen \| \| (Zeitraum, Wochen auf Platz eins, Interpret, Titel, zusätzliche Informationen) \| \| \| \| \| \| ------------------------------------------------------------------------------ \| -------- \| ----------------------------- \| ---------------------------- \| ------------------------- \| \| 1. Januar 1983 – 8. April 1983 14 Wochen (insgesamt 28) \| 28 \| Alabama \| Mountain Music[1] \| - \| \| 9. April 1983 – 15. April 1983 1 Woche (insgesamt 1) \| 1 \| Merle Haggard & Willie Nelson \| Pancho & Lefty[2] \| - \| \| 16. April 1983 – 8. Juli 1983 12 Wochen (insgesamt 12) \| 12 \| Alabama \| The Closer You Get...[3] \| - \| \| 9. Juli 1983 – 15. Juli 1983 1 Woche (insgesamt 2) \| 2 \| Merle Haggard & Willie Nelson \| Pancho & Lefty \| - \| \| 16. Juli 1983 – 22. Juli 1983 1 Woche (insgesamt 13) \| 13 \| Alabama \| The Closer You Get... \| - \| \| 23. Juli 1983 – 5. August 1983 2 Wochen (insgesamt 4) \| 4 \| Merle Haggard & Willie Nelson \| Pancho & Lefty \| - \| \| 6. August 1983 – 2. September 1983 4 Wochen (insgesamt 17) \| 17 \| Alabama \| The Closer You Get... \| - \| \| 3. September 1983 – 23. September 1983 3 Wochen (insgesamt 7) \| 7 \| Merle Haggard & Willie Nelson \| Pancho & Lefty \| - \| \| 24. September 1983 – 30. September 1983 1 Woche (insgesamt 18) \| 18 \| Alabama \| The Closer You Get... \| - \| \| 1. Oktober 1983 – 7. Oktober 1983 1 Woche (insgesamt 8) \| 8 \| Merle Haggard & Willie Nelson \| Pancho & Lefty \| - \| \| 8. Oktober 1983 – 28. Oktober 1983 3 Wochen (insgesamt 21) \| 21 \| Alabama \| The Closer You Get... \| - \| \| 29. Oktober 1983 – 30. Dezember 1983 9 Wochen (insgesamt 9) \| 9 \| Kenny Rogers \| Eyes That See in the Dark[4] \| - \| |                                                |                                                |                                                |                           |
| ← 1982 |                                                |                                                |                                                | → 1984 →                  |
| Zeitraum | Wo. ges.                                       | Interpret                                      | Titel                                          | Zusätzliche Informationen |
| (Zeitraum, Wochen auf Platz eins, Interpret, Titel, zusätzliche Informationen) |                                                |                                                |                                                |                           |
| 1. Januar 1983 – 8. April 1983 14 Wochen (insgesamt 28) | 28                                             | Alabama                                        | Mountain Music                                 | -                         |
| 9. April 1983 – 15. April 1983 1 Woche (insgesamt 1) | 1                                              | Merle Haggard & Willie Nelson                  | Pancho & Lefty                                 | -                         |
| 16. April 1983 – 8. Juli 1983 12 Wochen (insgesamt 12) | 12                                             | Alabama                                        | The Closer You Get...                          | -                         |
| 9. Juli 1983 – 15. Juli 1983 1 Woche (insgesamt 2) | 2                                              | Merle Haggard & Willie Nelson                  | Pancho & Lefty                                 | -                         |
| 16. Juli 1983 – 22. Juli 1983 1 Woche (insgesamt 13) | 13                                             | Alabama                                        | The Closer You Get...                          | -                         |
| 23. Juli 1983 – 5. August 1983 2 Wochen (insgesamt 4) | 4                                              | Merle Haggard & Willie Nelson                  | Pancho & Lefty                                 | -                         |
| 6. August 1983 – 2. September 1983 4 Wochen (insgesamt 17) | 17                                             | Alabama                                        | The Closer You Get...                          | -                         |
| 3. September 1983 – 23. September 1983 3 Wochen (insgesamt 7) | 7                                              | Merle Haggard & Willie Nelson                  | Pancho & Lefty                                 | -                         |
| 24. September 1983 – 30. September 1983 1 Woche (insgesamt 18) | 18                                             | Alabama                                        | The Closer You Get...                          | -                         |
| 1. Oktober 1983 – 7. Oktober 1983 1 Woche (insgesamt 8) | 8                                              | Merle Haggard & Willie Nelson                  | Pancho & Lefty                                 | -                         |
| 8. Oktober 1983 – 28. Oktober 1983 3 Wochen (insgesamt 21) | 21                                             | Alabama                                        | The Closer You Get...                          | -                         |
| 29. Oktober 1983 – 30. Dezember 1983 9 Wochen (insgesamt 9) | 9                                              | Kenny Rogers                                   | Eyes That See in the Dark                      | -                         |